# 藤井健 (歌手)
藤井 健（ふじい けん、1946年7月14日 - 2022年8月5日）は、日本の歌手。

## 人物
かつては坂本九やペギー葉山のバックコーラスを務めた。現在は千葉県のホテルを中心にディナーショーでボーカルを務めている。得意とする音楽のジャンルはシャンソンやポップスなど。ペットにゴールデン・レトリバーを飼っている。
シンガーソングライターの羽岡仁とはロッテグループの社歌を担当した縁で交流があり藤井が亡くなるまで年賀状で近況のやり取りを行っていた。ピアニストの秋山暁子とは京成ホテルミラマーレでのコンサート、ディナーショーで長らく共演していた。

## 略歴
- コーラスグループ「サニー・トーンズ」の2代目セカンドテナーとして歌手デビュー。彼の加入の際に同グループは「ザ・ブレッスン・フォー」と改名している。
- 70年代中期頃よりスタジオシンガーとしてのソロ活動を並行して行い、主に子供向けの楽曲を多く歌った。中でもアニメソングの競作盤（カバー）を多く吹き込んでいる。かつてこのジャンルは子門真人が各社から依頼を受け、その多くを手掛けていたが、子門がたいやきくんブームで多忙になってからはそれを引き継ぐ形となり、更に多くの楽曲を担当した。
- 1979年にビクターからの推薦で「ゼンダマンの歌」を歌唱。彼がソロで歌った歌がテレビアニメの主題歌として放送に使用されるのは、これが初。
- 1988年、美空ひばり「不死鳥コンサート」にザ・ブレッスン・フォーとしてコーラスで参加。
- ザ・ブレッスン・フォー解散後は元メンバーである丸山美雄とロイヤルナイツでバリトンを担当していた牧野俊浩と共にボーカルグループ「HOTDOGS」を結成する。
- 約10年の活動を終えHOTDOGSは解散する。その後は京成ホテルミラマーレ等で小規模ながらソロでの活動を再開。

## 主な曲

### アニメソング
- ゼンダマンの歌（『ゼンダマン』OP主題歌） - 1979年
- ゴーショーグン発進せよ（『戦国魔神ゴーショーグン』OP主題歌） - 1981年
- 21Century～銀河を越えて～（『戦国魔神ゴーショーグン』ED主題歌） - 1981年
- 翔べ大馬神（『ヤットデタマン』挿入歌） - 1981年

### カバーソング
- 宇宙戦艦ヤマト（『宇宙戦艦ヤマト』OP）
- 翔べ!ガンダム（『機動戦士ガンダム』OP）
- 銀河鉄道999（『銀河鉄道999』OP）
- 海のトリトン(Go!Go!トリトン)（『海のトリトン』OP）
- 大空魔竜ガイキング（『大空魔竜ガイキング』OP）
- すきだッダンガードA（『惑星ロボ ダンガードA』OP）
- コンバトラーVのテーマ（『超電磁ロボ コン・バトラーV』OP）
- 氷河戦士ガイスラッガー（『氷河戦士ガイスラッガー』OP）
- グランプリの鷹（『アローエンブレム グランプリの鷹』OP）
- ビデオ戦士レザリオン(『ビデオ戦士レザリオン』OP)
- メタルヒーローシリーズ（『メタルヒーローシリーズ一部OP』）

他多数。

### CMソング
- サントリー 何でも音頭'84（サントリー）
- 日清中華そば らうめん「殿と娘」（日清食品）

### キッズソング
- おしくらまんじゅう

### その他
- ロッテグループCIソング（ロッテ）